# Sigurd Ring
Sigurd Ring Randversson o Sigurd Hring (nòrdic antic: Sigurðr hringr; Hringr significa 'anell'; n. 705) fou un cap viking, rei de Suècia i Dinamarca, que s'esmenta en algunes fonts i llegendes escandinaves. Segons Bósa saga ok Herrauds, hi hagué una saga nòrdica sobre Sigurd Hring, però no ens ha arribat. Tingué un protagonisme notable en la batalla de Brávellir contra el seu oncle Harald Hilditonn, i per ser pare del llegendari Ragnar Lodbrok.

## Saga Hervarar
La Saga Hervarar esmenta que a la mort de Valdar, el va succeir el seu fill Randver al tron de Dinamarca, mentre que Harald Wartooth esdevingué rei de Götaland o Gotland. Harald conquerí tot el territori del seu pare Ivar Vidfamne. Després de la mort de Randver, el seu fill Sigurd Hring es convertí en rei de Dinamarca, segurament sotmés a l'autoritat d'Harald. Sigurd Ring i Harald lluitaren en la batalla de Brávellir, al Comtat d'Östergötland, i hi morí Harald i molts soldats seus. Sigurd governà Dinamarca fins a la mort i el va succeir Ragnar Lodbrok. Eysteinn Beli, fill d'Harald Hilditonn, governà Suècia fins que fou assassinat pels fills de Ragnar.

## Sögubrot af nokkrum fornkonungum
En Sögubrot af nokkrum fornkonungum, Sigurd és nebot (per part de pare) del rei Harald Wartooth, segurament fill de Randver (el fragment de Sögubrot en què en descrivia el parentiu no ha sobreviscut), que era fill de Rádbardr, rei viking de Gardaríki i Audr, la filla fugitiva d'Ivar Vidfamne. Harald Wartooth envellia i proposà al seu nebot Sigurd, rei de Suècia, lluitar en una batalla (Bråtanca o Brávellir), en què el rei ancià va morir i Sigurd esdevingué també rei de Dinamarca. Després nomenà una guerrera skjaldmö cap del seu govern danés.
Sigurd es casà amb Alfhild, filla del rei Alfgeir d'Alvheim, i tingueren un fill, Ragnar Lodbrok.
Sigurd també va envellir i parts del seu regne mostraren desigs de secessió; per això va perdre el poder sobre Anglaterra. Un dia, a Västergötland, rebé la visita dels seus cunyats, fills de Gandalf Alfgeirsson, i el convenceren d'atacar el rei Eysteinn, a Noruega, quan se celebraven blóts a Skiringssal. Dissortadament, Sögubrot (que significa 'fragment') acaba ací, però sembla que la Saga Skjöldunga mostra la història original en què es basa el relat de Sögubrot.

## Saga Skjöldunga
La Saga Skjöldunga cita que Sigurd Ring es casà amb Alfhild, filla del rei Alf d'Alvheim, i que el seu fill era Ragnar Lodbrok. Alfhild va morir i quan Sigurd, ja ancià, es dirigia a Skiringssal per un blót s'enamorà d'una jove anomenada Alfsol, filla del rei Alf de Vendel (Vendyssel). Els germans de la jove van rebutjar el matrimoni amb Sigurd i aquest lluità contra ells i els va matar, però la germana havia estat enverinada pels germans perquè Sigurd mai hi tingués relació. En dur el seu cadàver davant Sigurd, el rei la posà a bord d'una nau al costat dels seus germans, que marxà embolcallada en flames.
Ragnar Lodbrok va succeir son pare, però posà un virrei al tron de Suècia, Eysteinn Beli, que més tard fou assassinat pels fills de Ragnar.

## Gesta Danorum
Segons la Gesta Danorum (llibre 7) de Saxo Grammaticus, Hring era fill del rei suec Ingjald (Ingild) i nebot per part de mare d'Harald Wartooth. Ingjald havia violat la germana d'Harald, però Harald ignorà el fet per tal de preservar bones relacions amb el monarca suec. Ring lluità contra Harald Wartooth en la batalla de Brávellir i esdevingué rei de Dinamarca. Saxo descriu alguns virreis i les seues aventures. En el llibre 9, esmenta Sigurd Hring com Siward, de malnom Hring, pare de Ragnar Lodbrok.

## Altres fonts
D'acord amb Hversu Noregr byggdist, Sigurd era fill de Randver, germà d'Harald Wartooth. Randver i Harald eren fills de Hraerekr slöngvanbaugi.
En Heimskringla, en el capítol sobre la Sagad'Harald dels cabells bells, el rei Harald va saber que el rei suec Erik Anundsson havia ampliat el seu territori cap a l'oest, fins a arribar a la mateixa extensió que tenia durant el regnat de Sigurd Ring i el seu fill Ragnar Lodbrok.
En la Saga de Ragnar Lodbrok, es diu que Sigurd Ring i Harald Wartooth lluitaren a Brávellir i que Harald hi morí. Després de la batalla, Sigurd fou rei de Dinamarca, i també va ser pare de Ragnar Lodbrok.
Ragnarssona Táttr cita que Sigurd era rei de Suècia i Dinamarca, i pare de Ragnar Lodbrok.
En Bósa saga ok Herrauds, només s'esmenta que Sigurd, pare de Ragnar Lodbrok, lluità contra Harald en la batalla de Brávellir i que Harald hi morí. Parla d'una Saga de Sigurd Ring, però no ens ha pervingut.
Segons el Chronicon Lethrense, Harald Wartooth tenia sotmesos tots els països fins a la Mediterrània, que li pagaven tribut. Quan va ser a Suècia, però, se li va enfrontar Sigurd Ring a Brávellir i Harald hi va perdre la vida. Sigurd nomenà virreina de Dinamarca una skjaldmö.
Gríms saga hodinkinna i la versió més antiga de la Saga d'Örvar-Oddr només fa esment de Sigurd en unes poques línies quan narra la batalla de Brávellir amb Harald Wartooth.
Norna-Gests táttr diu que Sigurd ja era ancià quan els seus cunyats, fills de Gandalf, li demanen ajut per lluitar contra Sigurd Fafnisbani i els nibelungs. Sigurd Ring no va poder ajudar-los en persona perquè estava lluitant contra els curonians i Kvenland.